# Colfax, Kalifornien
Colfax är en ort i Placer County i Kalifornien. Orten har fått namn efter politikern Schuyler Colfax. Vid 2010 års folkräkning hade Colfax 1 963 invånare.